# Морнарички истражитељи (22. сезона)
Двадесетдруга сезона америчке полицијо-процедуралне драме Морнарички истражитељи најављена је 9. априла 2024. године, а премијерно је почела са емитовањем 14. октобра 2024. године уз нови огранак Морнарички истражитељи: Почеци. Ово је трећа сезона серије (након 18. и 21.) која премијерно није почела у септембру.

## Премиса
Радња серије се врти око измишљене екипа посебних агената из Морнаричкое злочинско-истражитељске службе која води кривичне истраге у које су укључени морнарица Сједињених Држава и војници. Са седиштем у Вашингтону, екипу МЗИС-а предводи надзорни побесни агент Алден Паркер, бивши посебни агент ФБИ-ја и вешт истражитељ.

## Опис
Цела екипа из главне поставе из претходне сезоне.

## Улоге

### Главне
- Шон Мареј као Тимоти Мекги
- Вилмер Валдерама као Николас Торес
- Катрина Ло као Џесика Најт
- Брајан Дицен као Џејмс Палмер
- Диона Ризоновер као Кејси Хајнс
- Роки Керол као Леон Венс
- Гери Кол као Алден Паркер

## Епизоде
| Бр. у серији | Бр. у сезони | Назив                  | Редитељ                 | Сценариста                        | Пpемијерно емитовање | Прод. код | Гледаоци САД-а (у милионима) |
| --- | ------------ | ---------------------- | ----------------------- | --------------------------------- | -------------------- | --------- | ---------------------------- |
| 468 | 1            | "Празно гнездо"        | Дајана К. Валентајн     | Кристофер Џ. Вејлд                | 14. октобар 2024.    | 2201      | 6.42                         |
| Док је Мекги на разговору за место заменика директора, Торес је укључен у акцију картела, а Најтова у Калифорнији, Паркер се налази сасвим сам за својим столом. Изненада добија хитни позив од Тореса који тражи помоћ, плашећи се да је откривен. Сумњајући на кртицу у Кампу Пендлтону у оквиру екипе ОБЕСА-е, Паркер лети у Калифорнију да истражи. Уз Најтову су почели да траже Тореса и шефа картела, познатог као "Отац". У међувремену, генерални истражитељ Министарства правде Ларош истражује МЗИС због недавних цурења података у њиховим операцијама, а чланица екипе ОБЕСА-е Моренова је пронађен као главна осумњичена. Да би доказала Моренину невиност и спасила Торесу живот, Најтова иде у крајност да разоткрије „Оца“ и његовог саучесника и успева да спасе животе оба агента. Најтова открива Паркеру да жели да се врати у Вашингтон. Мекги на крају сазнаје од Венса да је место заменика директора МЗИС-а додељено Ларошу, а не њему, само неколико минута пошто је сазнао да је кртица можда била неко на високом месту у Министарству одбране. |              |                        |                         |                                   |                      |           |                              |
| 469 | 2            | "Страна тела"          | Лајонел Колман          | Марко Шнабел                      | 21. октобар 2024.    | 2202      | 5.37                         |
| Венс се припрема за дипломатске разговоре са Венецуелом како би побољшао односе између земаља, али венецуелански тајни агент је отрован и мртав пада у Венсовом кабинету. Eкипa дискретно истражује док Венсова случајна девојка Лена Полсен присуствује разговорима као званичницa НАТО-а. Случај доводи до спречавања покушаја атентата који би потпуно пореметио разговоре. Венс и Лена такође чине корак напред у својој вези. |              |                        |                         |                                   |                      |           |                              |
| 470 | 3            | "Невоља са Халом"      | Мајкл Зинберг           | Скот Вилијамс                     | 28. октобар 2024.    | 2203      | 4.92                         |
| Сквотер по имену "Хал" пронађен је убијен у подруму куће која припада МВК-овцу који се враћа са службе, што је навело екипу да истражује историју куће. Такође, Торес покушава да убеди своје сараднике да претворе Дакијеву стару канцеларију у теретану, наводећи Кејси да пита остале о алтернативним начинима на које би желели да је користе. Торес признаје Најтовој да ради више јер је спреман да поново пронађе љубав, наговештавајући да је коначно превазишао Бишопову. Епизода се завршава тако што Мекги започиње сопствену истрагу о заменику директора Ларошу, сумњичав у његову праву одалност. |              |                        |                         |                                   |                      |           |                              |
| 471 | 4            | "Дрвље и камење"       | Џејмс Вајтмор мл.       | Стивен Д. Бајндер                 | 4. новембар 2024.    | 2204      | 4.76                         |
| Паркер прима позив усред ноћи који га обавештава да је пресретнута претња коју је Русија упутила Европи. Страхује се да ће ова претња изазвати катастрофални глобални рат. Паркер покушава да купи својој екипи довољно времена да дешифрује другу поруку пре него што вршилац дужности председника изда наређење за лансирање нуклеарне бомбе против нападача, што би готово сигурно покренуло рат. На другом месту, Најтова и Палмер коначно говоре о својој будућности и признају да се и даље воле, али док Најтова жели да унапреди своју каријеру, Палмер жели стабилност за себе и Викторију након Бринине и Дакијеве смрти. |              |                        |                         |                                   |                      |           |                              |
| 472 | 5            | "Из Хладног рата"      | Тавнија Мекирнан        | Метју Лау                         | 11. новембар 2024.   | 2205      | 5.26                         |
| Бивши хладноратовски совјетски шпијун са деменцијом је у бекству када му се памћење покварило због чега наизменично верује и не верује да је шпијун. Екипа МЗИС-а мора да сарађује са ЦИА-ом како би му ушла у траг пре него што открије поверљиве податке. У међувремену, Торес ради на неговању свог профила у апликацији за упознавање на мрежи. |              |                        |                         |                                   |                      |           |                              |
| 473 | 6            | "Најтова и Дејева"     | Роки Керол              | Ејми Ратберг                      | 25. новембар 2024.   | 2206      | 4.92                         |
| Пошто је нападнут врхунски извођач одбране, Најтова добија задатак да заштити његову жену која има своју тајну прошлост. |              |                        |                         |                                   |                      |           |                              |
| 474 | 7            | "Тврдо кувано"         | Хозе Клементе Хернандез | Ендру Бартлс                      | 2. децембар 2024.    | 2207      | 5.62                         |
| Торес добија податак од поверљиве доушнице да њен муж из морнаричке обавештајне службе одаје поверљиве податке, али њен муж је пронађен мртав. У међувремену, Палмер и Мекги раде као фудбалске судије за младе и баве се љутитим родитељима пошто је Мекги упутио контроверзан позив. |              |                        |                         |                                   |                      |           |                              |
| 475 | 8            | "Ван контроле"         | Дајана Валентајн        | Стивен Д. Бајндер и Скот Вилијамс | 9. децембар 2024.    | 2208      | 4.89                         |
| Екипа је позвана када су се изгледа кола у којима је био брачни пар који се свађао сама одвезла до складишта где је муж претучен на смрт. У међувремену, Паркер посећује др. Грејс Конфалон пошто су привиђања покојне сестре Лили почела да утичу на теренски рад. |              |                        |                         |                                   |                      |           |                              |
| 476 | 9            | "Подвала"              | Лајонел Колман          | Кристофер Џ. Вејлд                | 16. децембар 2024.   | 2209      | 4.92                         |
| Заменик директора Ларош ради са екипом на терену када се на тржишту спремало објављивање књига у којој поручника за груби немар окривљује један од официра (сам брат преминулог официра). У међувремену, Торес се виђа са новом девојком за Божић, а да његови сарадници не знају. |              |                        |                         |                                   |                      |           |                              |
| 477 | 10           | "Пекаров човек"        | Роки Керил              | Ендру Бартлс                      | 27. јануар 2025.     | 2210      | 5.71                         |
| Када је запослени у Паркеровој омиљеној пекари пронађен убијен, екипа открива да злочинци уцењују власника. У међувремену, Торес се бори да каже Најтовој да се забавља са њеном сестром Робин. |              |                        |                         |                                   |                      |           |                              |
| 478 | 11           | "На боље или на горе"  | Мајкл ЗИнберг           | Марко Шнабел                      | 3. фебруар 2025.     | 2211      | 5.34                         |
| Када је Најтова упала на Торесов тајни задатак са пољском мафијом, њих двоје организују свадбу како би извукли коловођу. Током овог случаја, Најтова открива да се још увек бори са тим што су њена сестра и Торес заједно. |              |                        |                         |                                   |                      |           |                              |
| 479 | 12           | "Забава и игре"        | Џејмс Вајтмор мл.       | Метју Лау и Стивен Д. Бајндер     | 10. фебруар 2025.    | 2212      | 5.39                         |
| Када је један од Кејсиних сарадника форензичара убијен, екипа схвата да је њен стари професор мета. У међувремену, Мекги се суочава са тим што му Пентагон испитује књигу. |              |                        |                         |                                   |                      |           |                              |
| 480 | 13           | "Лоша крв"             | Хозе Клементе Хернандез | Сидни Мичел                       | 24. фебруар 2025.    | 2213      | 5.36                         |
| Екипа истражује смрт морнаричког поручника у банци за давање крви и открива већи злочин. У међувремену, Мекгију је потребна помоћ у прикупљању новца за прикупљање средстава за школу својих близанаца. |              |                        |                         |                                   |                      |           |                              |
| 481 | 14           | "Близу куће"           | Тавнија Мекирнан        | Ејми Ратберг                      | 3. март 2025.        | 2214      | 5.22                         |
| Када је Тореса звала Џимијева ћерка која је пронашла велику своту новца у близини Морнаричке библиотеке, екипа истражује пошто је откривено да је новац покраден из банке. |              |                        |                         |                                   |                      |           |                              |
| 482 | 15           | "На црно"              | Марк Роскин             | Скот Вилијамс                     | 24. март 2025.       | 2215      | 5.42                         |
| Када је морнарички поручник повезан са посебним агентом Сојером пронађен мртав, екипа открива још једно убиство и превирања у богатој, али проблематичној породици. У међувремену, Паркер сазнаје више о смрти своје мајке. |              |                        |                         |                                   |                      |           |                              |
| 483 | 16           | "Женско вече"          | Роки Керол              | Сидни Мичел                       | 31. март 2025.       | 2216      | 5.28                         |
| Ватрена смрт подофицира упада у женско вече Џес, Кејси и Робин, на Робинину велику љутњу. Током овог случаја, Торес открива своју борбу са балансирањем пословног живота и забављања са Робин. |              |                        |                         |                                   |                      |           |                              |
| 484 | 17           | "Убилачки нагон"       | Лајонел Колман          | Ендру Бартлс                      | 14. април 2025.      | 2217      | 5.07                         |
| Заменик директора Ларош позива Мекгија и његову жену Дилајлу у своју кућу на вечеру, на велику љутњу Мекгија. У међувремену, остатак екипе истражује плаћеног убицу познатог као "Песник" и открива да је Ларош једна од његових мета. |              |                        |                         |                                   |                      |           |                              |
| 485 | 18           | "После олује"          | Дајана Валентајн        | Метју Лау и Сидни Мичел           | 21. април 2025.      | 2218      | 5.80                         |
| Када су три борбена ветерана пронађена мртва у мотелској соби у Вашингтону, екипа проналази осумњиченог који хоће да разговара само са Семом Ханом. Хана открива да је један од његових старих колега можда у опасности. У међувремену, Венс говори Мекгију да пронађе чврсте доказе у својој истрази о Ларошу или ће се сви суочити са последицама. |              |                        |                         |                                   |                      |           |                              |
| 486 | 19           | "Непремостиве разлике" | Мајкл Зинберг           | Кристофер Џ. Вејлд                | 28. април 2025.      | 2219      | 5.50                         |
| Мекгијева истрага о Ларошу достиже врхунац када је против њега поднета тужба. У међувремену, Торес и Најтова сазнају да су заправо законито венчани након инсценираног венчања и у почетку покушавају да искористе осигурање, али се предомишљају када су сазнали да би неко од њих морао да буде премештен. Епизода се завршава напетом несрећом када је екипа ухапсила Лароша, а он рекао: „Време је да сазнате истину.“ |              |                        |                         |                                   |                      |           |                              |

## Продукција
Ову сезону је ЦБС најавио 9. априла 2024. године, а снимање је почело у јулу.